# I Am You
I Am You – trzeci minialbum południowokoreańskiej grupy Stray Kids, wydany 22 października 2018 roku przez JYP Entertainment. Płytę promował singel „I Am You”. Album ukazał się w dwóch edycjach fizycznych.

## Lista utworów
| CD | CD                                                               | CD                                                  | CD                                                                                         | CD                                           | CD      |
| Nr | Tytuł utworu                                                     | Tekst                                               | Kompozycja                                                                                 | Aranżacja                                    | Długość |
| -- | ---------------------------------------------------------------- | --------------------------------------------------- | ------------------------------------------------------------------------------------------ | -------------------------------------------- | ------- |
| 1. | „You.”                                                           | Changbin (3Racha), Hyunjin, I.N                     | Changbin (3Racha), Hyunjin, I.N, Hong Ji-sang                                              | Hong Ji-sang                                 | 1:19    |
| 2. | „I Am You”                                                       | Bang Chan (3Racha), Changbin (3Racha), Han (3Racha) | Bang Chan, Changbin, Han, Lee Woo-min 'Collapsedone', Justin Reinstein, KZ, Zene The Zilla | Lee Woo-min 'Collapsedone', Justin Reinstein | 3:25    |
| 3. | „Pyeon” (kor. 편, ang. Side)                                     | Bang Chan, Changbin, Han                            | Bang Chan, Changbin, Han, Frants                                                           | Frants                                       | 3:37    |
| 4. | „Haejang-guk” (kor. 해장국, ang. Hangover soup)                  | Bang Chan, Changbin, Han                            | Bang Chan, Changbin, Han, Lee Hae-sol                                                      | Lee Hae-sol                                  | 3:33    |
| 5. | „Get Cool”                                                       | Bang Chan, Changbin, Han, Inner Child               | Bang Chan, Changbin, Han, Yong Jong-sung, Inner Child, Song Ha-eun, Totem                  | Yong Jong-sung, Song Ha-eun                  | 3:15    |
| 6. | „Geukgwa geuk” (kor. 극과 극, ang. North (pole) and south (pole) | Bang Chan, Changbin, Han                            | Bang Chan, Changbin, Han, Slo                                                              | Slo                                          | 3:45    |
| 7. | „0325”                                                           | Bang Chan, Changbin, Han                            | Bang Chan, Changbin, Han, Hong Ji-sang                                                     | Hong Ji-sang                                 | 3:39    |
| 8. | „Mixtape #3” (CD Only)                                           | Stray Kids                                          | Stray Kids                                                                                 | Bang Chan (3Racha), Doplamingo               | 4:20    |

## Notowania
| Lista                               | Pozycja |
| ----------------------------------- | ------- |
| Gaon Weekly Album Chart             | 2       |
| Hungarian Albums (MAHASZ)           | 25      |
| Oricon Weekly Album Chart (Japonia) | 34      |
| World Albums (Billboard)            | 8       |

## Sprzedaż
| Kraj             | Sprzedaż |
| ---------------- | -------- |
| Japonia          | 2234+    |
| Korea Południowa | 235 013+ |
| USA              | 2000+    |